# Владимир (Кириллов)
Епископ Владимир (в миру Василий Алексеевич Кириллов; 13 мая 1867, Таганрог — не позднее августа 1942, Таганрог) — епископ Русской православной церкви, бывший епископ Слуцкий. В 1922—1941 годы — деятель обновленчества.

## Биография
Родился 13 мая 1867 года в Таганроге. Его отец был потомственным дворянином Воронежской губернии и служил чиновником.
В 1885 году окончил Таганрогскую гимназию. В 1889 году окончил юридический факультет Императорского Харьковского университета. С 1890 года работал присяжным поверенным. Мануил (Лемешевский) приводит ошибочные данные, что он окончил Екатеринославскую духовную семинарию и юридический факультет Санкт-Петербургского университета.
Учился в Киевской духовной академии, затем в 1912 году перевёлся в Санкт-Петербургскую духовную академию. В 1913 году рукоположён во диакона, в 1914 году — во иерея, в 1915 году — во иеромонаха. Окончил академию в 1916 году со званием кандидата богословия.
С 1916 года архимандрит, младший член Петроградского духовного цензурного комитета, насельник Александро-Невской лавры.
В 1917 году делегат Всероссийского съезда представителей монастырей, член Поместного собора Православной российской церкви по избранию от монашествующих, участвовал в 1-й и 3-й сессиях, председатель Юридического совещания при Соборном совете, член II, III, XI отделов.
С 1918 года жил в Киеве.
Осенью 1921 году в Москве хиротонисан в епископа Слуцкого, викария Минской епархии. Чин хиротонии возглавил патриарх Тихон.
В 1922 году уклонился в обновленчество. В ноябре того же года назначен епископом Калужским и Боровским, председателем Калужского обновленческого епархиального управления, с возведением в сан архиепископа.
В апреле-мае 1923 года являлся участником Первого обновленческого поместного собора.
30 сентября 1923 года назначен архиепископом Таганрогским и Приазовским, председателем Таганрогского обновленческого епархиального управления, с кафедрой в Успенском соборе Таганрога. Его предшественник Александр (Белозер) покаялся в расколе и вернулся в Патриаршую церковь. На епархиальном съезде в октябре 1923 года Владимир, видимо пытаясь успокоить духовенство, объявил себя врагом «Живой церкви», но факт его принадлежности к этой организации достаточно скоро стал достоянием общественности. С именем епископа Владимира связывается введение нового стиля и присоединение к Таганрогской обновленческой епархии ряда приходов, ранее входивших в Донскую и Новочеркасскую епархию. Помимо приходов Кирсановского благочиния, в состав Таганрогской обновленческой епархии вошёл ряд церквей Таганрогского округа.
11 ноября того же обновленческим епископом Таганрогским был назначен Александр (Шубин). Протоиерей Петр Пяхкель упоминает, что Владимир «не долго архиепископствовал там; разругался с таганрогцами, как и следовало ожидать, и уехал». Перешёл в ведение Всеукраинского обновленческого Синода.
В июне 1924 года был участником Всероссийского обновленческого предсоборного совещания, где выступил с докладом на тему «Государственное правовое положение Церкви и духовенства».
5 августа 1924 года избран митрополитом Могилёвским и Белорусским, председателем Белорусского обновленческого синода. В сентябре того же года утверждён в этой должности. 8 октября того же года прибыл к месту службы.
В сентябре 1925 года был участником второго Белорусского обновленческого церковного собора.
В 1925 году выступал на пленуме обновленческого Синода в Москве с титулом Белорусский и Минский, где сделал доклад о положении церковных дел в Белоруссии.
5 января 1926 году уволен с Могилёвской кафедры. Официальной причиной послужила «болезнь по старости лет», однако белорусский церковный историк священник Дмитрий Шиленок указывает на то, что был конфликт. Служил в Минске на Рождественские праздники. В конце января 1926 года он вернулся в Могилёв для проведения пленума Белорусского обновленческого синода. А ещё через месяц покинул Белорусскую землю.
14 июня 1926 года, по переходе в ведение Всеукраинского обновленческого синода, назначен митрополитом Сумским, председателем Сумского обновленческого епархиального управления, с кафедрой в Троицком соборе города Сумы.
В мае 1927 года был участником Всеукраинского обновленческого предобротного совещания.
В том же году назначен митрополитом Изюмским, председателем Изюмского обновленческого епархиального управления, с кафедрой в Преображенском соборе города Изюм.
В мае 1928 года был участником третьего обновленческого Всеукраинского поместного собора.
В 1930 году уволен на покой. С 1936 года настоятель Всехсвятского кладбищенского храма в Таганроге. В октябре 1941 года в связи с отступлением Красной армии оказался на оккупированной немцами территории.
Согласно рапорту епископа Таганрогского Иосифа (Чернова) митрополиту Сергию (Страгородскому): «Сознал своё заблуждение, чистосердечно раскаялся во всём и со слезами на глазах просил от вашего Святейшества разрешения его грехов и принятия в сонм православных» и в декабре 1941 года епископом Иосифом (Черновым) был принят в общение с Православной церковью в сане епископа.
Скончался в начале 1942 года в Таганроге. Похоронен на Таганрогском городском кладбище как епископ. По указанию епископа Сергия Ларина на его могиле был поставлен железный крест с мемориальной надписью.